# Prescott (Arkansas)
Prescott é uma cidade localizada no estado americano de Arkansas, no Condado de Nevada.

## Demografia
Segundo o censo americano de 2000, a sua população era de 3686 habitantes.
Em 2006, foi estimada uma população de 4515, um aumento de 829 (22.5%).

## Geografia
De acordo com o United States Census Bureau, a localidade tem uma área de 16,9 km², sem área coberta por água.

## Localidades na vizinhança
O diagrama seguinte representa as localidades num raio de 24 km ao redor de Prescott.